# قشلاق قرة ككيل مطلب (مقاطعة بيله سوار)
قشلاق قرة ککیل مطلب (بالفارسية: قشلاق قره ککیل حاجی مطلب) هي منطقة سكنية تقع في إيران في أردبيل. يقدر عدد سكانها بـ 87 نسمة .